# The Empyrean
The Empyrean es el décimo álbum de John Frusciante,  lanzado a todo el mundo el 20 de enero, en 2009, por Record Collection. Frusciante no piensa hacer una gira de este disco, ya que prefiere enfocarse en escribir y grabar.. The Empyrean llegó al número 151 en los EE. UU. Billboard 200 y séptimo en la lista Top Heatseekers. En su lanzamiento llegó al 105 en las UK Albums Chart.
Frusciante menciona que el álbum "fue grabado irregularmente entre diciembre de 2006 y marzo del 2008,". Es un álbum conceptual que cuenta "una sola historia tanto en su música como en su letra." The Empyrean contiene una versión de la canción de Tim Buckley, "Song To The Siren", de su álbum de 1970 Starsailor. El álbum además presenta un arreglo de colaboradores y músicos invitados, incluyendo a Flea, compañero de Frusciante en Red Hot Chili Peppers, y a sus amigos Josh Klinghoffer y el exguitarrista de The Smiths Johnny Marr. Debido a un error en la planta de duplicación, la fecha de lanzamiento en los Estados Unidos fue atrasada hasta enero 27. El 23 de marzo de 2010 un nuevo tema fue lanzado exclusivamente para ITunes: "Here, Air". Este tema presenta una gran diferencia con respecto a los demás, con un estilo parecido a sus 2 primeros discos y a las canciones utilizadas en la banda sonora de la película The Brown Bunny.

## Lista de canciones
Todas las canciones están compuestas por John Frusciante
1. "Before the Beginning" - 9:08
2. "Song to the Siren" (Tim Buckley, Larry Beckett) - 3:33
3. "Unreachable" - 6:10
4. "God" - 3:23
5. "Dark/Light" - 8:30
6. "Heaven" - 4:03
7. "Enough of Me" - 4:14
8. "Central" - 7:16
9. "One More of Me" - 4:06
10. "After the Ending" - 3:38

Extras en la versión japonesa
1. "Today" - 4:38
2. "Ah Yom" - 3:17

Extra de ITunes
1. "Here, Air" - 3:48

## Músicos
- John Frusciante — Vocales, Guitarra eléctrica, teclado, piano, bajo (Fender bass VI), Sintetizadores, caja de ritmos

Con
- Josh Klinghoffer — piano eléctrico, batería, órgano, sintetizadores, coros
- Flea — bajo en "Unreachable", "God", "Heaven", "Enough of Me", "Today", y "Ah Yom"

Invitados
- Johnny Marr — Guitarra eléctrica en "Enough of Me" y guitarra eléctrica y acústica en "Central"
- Donald Taylor and the New Dimension Singers - Coros en "Dark/Light"
- Sonus Quartet — sección de cuerdas

Producción
- Ryan Hewitt — ingeniero de grabación
- Adam Samuels — ingeniero de grabación
- Dave Lee — técnico de instrumentos
- Anthony Zamora — coordinación de producción

## Posicionamiento
| Listas (2009)     | Posición |
| ----------------- | -------- |
| Dutch Album Chart | 61       |
| Swiss Album Chart | 57       |
| US Billboard 200  | 151      |